# Justus van Oel
Justus van Oel (Amsterdam, 1960) is een Nederlands cabaretier, columnist, schrijver en dichter.
In 1985 begon hij de cabaretgroep Zak en As, samen met zijn schoolvriend Erik van Muiswinkel. In 1985 wonnen ze, begeleid door Eric Eygenraam, het Leids Cabaretfestival.
In 1989 werd Eygenraam vervangen door Diederik van Vleuten, maar in 1991 was Van Oel uitgekeken op het cabaret en hief hij Zak & As op. Van Oel ging zich daarna richten op het schrijven van toneelvoorstellingen en columns.
Hierna richtte Van Oel zich voornamelijk op schrijven voor anderen. Zo schreef hij enige kleine theaterproducties, en werk voor het soloprogramma van Erik van Muiswinkel.
Ook voor televisie schreef hij programma's en teksten. Hij schreef voor Ook dat nog! conferences en het scenario voor De Pijnbank, Najib en Julia en Medea van Theo van Gogh.
In 2001 keerde Van Oel terug in het voetlicht, in de eerste serie van Mannen voor Vrouwen bij de RVU samen met Erik van Muiswinkel, Jeroen van Merwijk, Bert Klunder, Diederik van Vleuten en Hans Dorrestijn. In dit programma probeerden deze mannen aan een publiek vol vrouwen duidelijk te maken hoe de man in elkaar steekt. In 2004 werd Van Oel getroffen door een TIA.
Vanaf september 2005 werkte Justus van Oel mee aan de Brakke zondag, een maandelijks programma op de grens tussen journalistiek en theater in Vlaams Cultuurhuis De Brakke Grond.
In 2007 zat Van Oel in de jury van het BNN-programma Lama Gezocht.
Daarnaast schreef en vertaalde hij diverse boeken. Hij was columnist bij het radioprogramma Vrijdagmiddag Live. Vanwege NPO bezuinigingen moest Van Oel daar het veld ruimen. Hij ontwierp ook een bordspel, "Meander", dat in 2001 verscheen; in 2007 werd het opnieuw in een kleiner formaat uitgebracht. In 2014 vertolkte hij de rol van Justus in de speelfilm IJspaard.
In 2016 keerde Van Oel terug op de planken met het programma Erik en Justus vertellen een film, samen met Erik van Muiswinkel. In drie landelijke kranten kreeg deze voorstelling twee van de vijf sterren. De voorstelling had 26 opvoeringen en werd niet druk bezocht.

## Werken
Van Oel heeft als dichter meerdere gedichten geschreven. Een van zijn initiatieven is Iedere Week Iets Moois waarbij hij sinds maart 2019 iedere week een gedicht stuurt aan zijn abonnees.